# چیتلوک (پریبوی)
چیتلوک (به صربی: Čitluk) یک روستا در صربستان است که در پریبوی واقع شده‌است. چیتلوک ۱۹۵ نفر جمعیت دارد.